# Sileț, Sokal
Sileț (în ucraineană Сілець) este o comună în raionul Sokal, regiunea Liov, Ucraina, formată numai din satul de reședință.

## Demografie
Componența lingvistică a comunei Sileț
     Ucraineană (99,48%)
     Alte limbi (0,44%)
Conform recensământului din 2001, majoritatea populației comunei Sileț era vorbitoare de ucraineană (99,48%), existând în minoritate și vorbitori de alte limbi.